# Kai Strittmatter

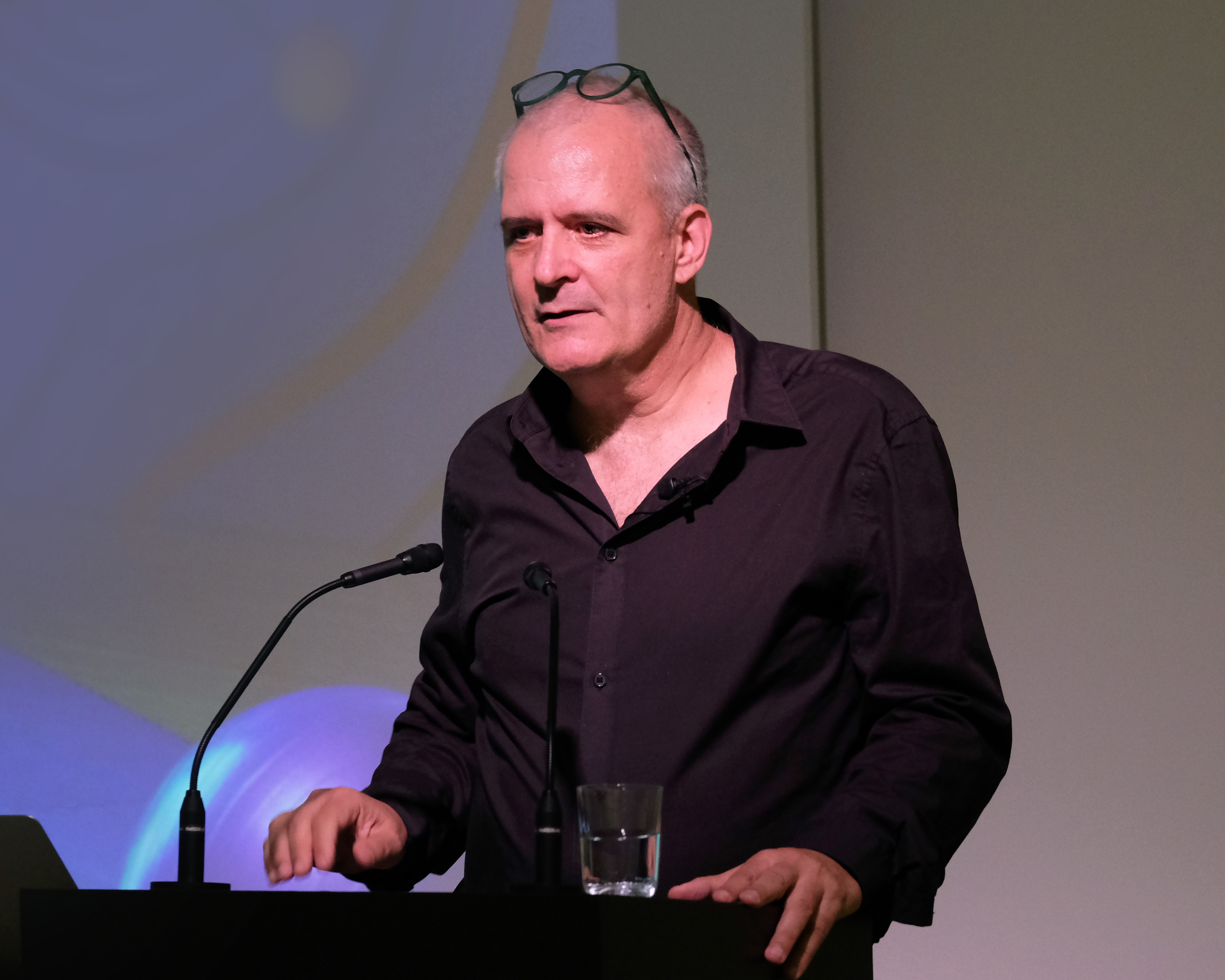
Kai Strittmatter (2024)

Kai Strittmatter (* 1965) ist ein deutscher Journalist und Buchautor.

## Leben
Kai Strittmatter wuchs im Allgäu auf und studierte von 1984 bis 1992 Sinologie an der Universität München  mit Studienaufenthalten in Xi’an (Volksrepublik China) und Taipeh (Taiwan). Er besuchte anschließend die Deutsche Journalistenschule in München. Für die Süddeutsche Zeitung war er ab 1997 acht Jahre lang Korrespondent in Peking. Von 2005 bis 2012 berichtete er für die SZ von Istanbul aus über die Türkei und Griechenland, von 2012 bis 2018 war er wieder deren Korrespondent in Peking. Inzwischen ist er Skandinavien-Korrespondent für die Zeitung. Artikel von Strittmatter wurden auch für Presseurop.eu und eurotopics ausgewählt. Auf der Frankfurter Buchmesse 2019 wurde Kai Strittmatter mit dem getAbstract International Book Award 2019 für sein Buch „Die Neuerfindung der Diktatur“ ausgezeichnet. Strittmatter ist Mitglied im PEN-Zentrum Deutschland und im Kuratorium des Mercator Institute for China Studies Merics.
2014 erhielt Strittmatter den Theodor-Wolff-Preis in der Kategorie „Reportage/Essay/Analyse“ für seine Auslandsreportage „Wolfskind“. Darin erinnert er an die beklemmende Zeit der Kulturrevolution in China, in der Kinder ihre Eltern als nicht parteitreu denunzierten und damit in den Tod schickten.
Die englischsprachige Fassung seines Buchs „Die Neuerfindung der Diktatur“ („We have been harmonized“) wurde von der Washington Post auf die „Liste der wichtigsten Sachbücher des Jahres 2020“ aufgenommen.

## Buchveröffentlichungen
- Atmen einstellen, bitte! Pekinger Himmelsstürze. Picus, Wien 2001, ISBN 3-85452-742-X.
- Vorwärts, Genossen! Chinesische Sternenfischer. Picus, Wien 2003, ISBN 3-85452-778-0.
- Vorsicht, Kopf einziehen! Hongkonger Glücksritter. Picus, Wien 2005, ISBN 3-85452-905-8.
- Istanbul: Metropole zwischen den Welten. Fotografien von Reto Guntli in Zusammenarbeit mit Agi Simoes. Knesebeck, München 2008, ISBN 978-3-89660-555-9.
- Gebrauchsanweisung für Istanbul. Piper, München 2010, ISBN 978-3-492-27592-7.
- Die Neuerfindung der Diktatur – Wie China den digitalen Überwachungsstaat aufbaut und uns damit herausfordert. Piper Verlag GmbH, München 2018, ISBN 978-3-492-99215-2 (288 S., eingeschränkte Vorschau in der Google-Buchsuche).
- We have been harmonized - Life in China's surveillance state. Custom House, New York 2020, ISBN 978-0-06-302729-9.
- Gebrauchsanweisung für China. Piper, München 2022, ISBN 978-3-492-27760-0.